# Grand-Boucan
Grand-Boucan (Haïtiaans-Creools: Gran Boukan) is een stad en gemeente in Haïti. De gemeente maakt deel uit van het arrondissement Baradères in het departement Nippes.
Grand-Boucan is een relatief nieuwe gemeente. Ze is afgesplitst van de gemeente Baradères, rond het tijdstip dat het departement Nippes gevormd werd en telt 5800 inwoners; qua inwoneraantal is het de kleinste gemeente van het land.
De plaats ligt op een klein schiereiland, dat deel uitmaakt van het veel grotere schiereiland Tiburon. De bewoners vissen in boten die gemaakt zijn van de uitgeholde stammen van mangobomen. Deze boten noemen ze bois fouié.

## Indeling
De gemeente bestaat uit de volgende sections communales:
| Nr. | Naam         | Km²   | Inw.2015 |
| --- | ------------ | ----- | -------- |
| 1   | Grand-Boucan | 31,35 | 3.739    |
| 2   | Eaux Basses  | 13,14 | 2.076    |